# Oistus
Oistus là một chi bọ cánh cứng trong họ 
Elateridae.
Chi này được miêu tả khoa học năm 1857 bởi Candèze.

## Các loài
Các loài trong chi này gồm:
- Oistus cacicus Candèze, 1857
- Oistus edmonstoni Hyslop, 1918
- Oistus riveti Fleutiaux, 1920
- Oistus sphenosomus Candèze, 1857
- Oistus subaeneus Fleutiaux, 1920
- Oistus submetallicus Candèze, 1900
- Oistus suturalis Champion, 1896